# Кальмарник веретеноподібний
Кальмарник веретеноподібний (Pseudocolus fusiformis) — вид грибів роду кальмарник (Pseudocolus). Гриб класифіковано у 1909 році.

## Будова
Молодий гриб майже кулястий, до 1,5 см у діаметрі. Кольору білого або сіруватого. Перидій розривається неправильними лопатями, що залишаються біля основи ніжки. Порожниста ніжка ніздрювата коротка. Від неї відходить безплідна частина плодового тіла у вигляді 3–5 по краях зморшкуватих лопатей завдовжки 2–6 см, що зростаються на верхівці з камерами. Кольору спочатку білого, потім рожевуваточервоного, при основі кремового. Камера заповнена внутрішньою слизуватою темною глебою із спорами. Дорослий гриб набуває веретеноподібної форми.

## Життєвий цикл
Гриби з'являються періодично у серпні–жовтні з інтервалом у кілька років.

## Поширення та середовище існування
Євразія, Північна Америка, Австралія, Нова Зеландія, острови Ява та Гавайські. В Україні: Розтоцькі ліси, Кримський Степ та Південний берег Криму.

## Практичне використання
Неїстівний.

## Природоохоронний статус
Включений до третього видання Червоної книги України (2009 р.).